# Aristide Aubert Dupetit-Thouars

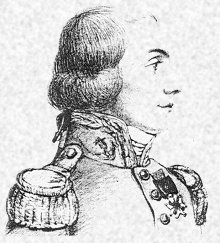
Aristide Dupetit-Thouars

Aristide Aubert Dupetit-Thouars (* 31. August 1760 bei Saumur, Frankreich; † 1. August 1798 vor der Küste von Abukir im heutigen Ägypten) war ein französischer Offizier und Seefahrer.

## Leben und Wirken
Dupetit-Thouars Marinekarriere begann 1778, er nahm an der Schlacht vor Ouessant teil, danach kreuzte er vorwiegend in der Karibik vor Martinique und war an der Eroberung Grenadas und der darauffolgenden Seeschlacht von Grenada beteiligt.
1786 war er Mitglied einer hydrographischen Expedition, die die ionischen Inseln, die Ägäis und das Marmara-Meer erforschte. Sein erstes eigenes Kommando erhielt Dupetit-Thouars schließlich 1792. Im selben Jahr setzte er sein ganzes Privatvermögen ein, um eine Suche nach dem französischen Weltumsegler und Forschungsreisenden La Pérouse zu finanzieren. Die Mission, deren Kommando er innehatte, misslang und Dupetit-Thouars wurde bei einer Zwischenlandung in Brasilien von Portugal festgesetzt und ging nach seiner Freilassung in die USA.
1796 kam er nach Frankreich zurück, trat erneut in die Marine ein und wurde zunächst Kommandant der Franklin, später der Tonnant. Auf letzterem Schiff begleitete er 1798 mit der Flotte Admiral Brueys das französische Expeditionsheer unter General Napoléon Bonaparte nach Ägypten (→Ägyptische Expedition). Vor der ägyptischen Küste kam es am 1. August 1798 zur Seeschlacht bei Abukir, als ein britisches Geschwader unter Konteradmiral Horatio Nelson die vor Anker liegende französische Flotte überraschte und vernichtend schlug.
Dupetit-Thouars selbst wurde bei dieser Seeschlacht schwer verwundet, jedoch weigerte er sich, sein Kommando abzugeben. Der Verblutende ließ sich in ein Fass Kleie stecken, um möglichst lange Gegenwehr leisten zu können. Sein letzter Befehl war, die französische Flagge an den Mast zu nageln – um nach seinem Tod eine Kapitulation seiner Mannschaft zu verhindern. Diese Maßnahmen machten Dupetit-Thouars weltbekannt und zu einem französischen Nationalhelden, die Niederlage seiner Flotte konnte er aber nicht verhindern. Am 1. August erlag Dupetit-Thouars noch an Bord der Tonnant seinen schweren Verletzungen.